# The Great Louse Detective
The Great Louse Detective, llamado El matón superdetective en España y El gran detective criminal en Hispanoamérica, es un episodio perteneciente a la decimocuarta temporada de la serie animada Los Simpson, estrenado en Estados Unidos el 15 de diciembre de 2002. Fue escrito por John Frink y Don Payne, dirigido por Steven Dean Moore y la estrella invitada fue Kelsey Grammer como Sideshow Bob. En el episodio, Bob vuelve una vez más para ayudar a los Simpson a encontrar a un hombre que planea asesinar a Homer. Es el primer episodio en utilizar coloración digital en lugar de la tradicional (si no se cuenta a los episodios Radioactive Man, The Simpsons 138th Episode Spectacular y Tennis the Menace, de la séptima y duodécima temporada respectivamente, o al especial de noche de brujas emitido en esta temporada), y así será por el resto de la serie, la secuencia de apertura añadida en la temporada 2 no se abandona definitivamente hasta años después.

## Sinopsis
Todo comienza cuando la familia Simpson va un fin de semana a un spa gratis, en donde Homer es casi asesinado cuando un hombre misterioso lo encierra en un sauna de temperatura excesivamente alta. Esto hace que Marge y Homer vayan a ver al jefe Wiggum, quien les sugiere conseguir a alguien quien pueda entender una mente retorcida y asesina: Sideshow Bob, quien es dejado en libertad, para gran desagrado de Bart. Para garantizar la seguridad de Bart, Wiggum sitúa un brazalete de choques eléctricos en el tobillo de Bob, el cual se activaba a control remoto, para así mantenerlo a raya si intentaba matar al niño. Rápidamente, Bob se va a vivir a la casa de los Simpson, y le pregunta a Homer quiénes podrían querer verlo muerto. Homer le hace una lista de los enemigos que ha hecho a lo largo de la serie, pero Bob decide seguir a Homer a todos lados para investigar quién podría ser el asesino. Durante ese día, van a volar en parapente (ya que Homer quería impresionarlo), visitan el minisuper y terminan en un taller, en donde Homer maltrata al mecánico, Junior (otra de las razones por la cual se gana tantos enemigos). 
Más tarde, Homer y Bob van a la taberna de Moe, en donde una mano, empuñando un arma, aparece en la puerta y le dispara a Homer, pero la bala golpea y rompe el frasco con huevos en conserva de Moe. La persona se va en un camión. Bob le sugiere a Homer que se quede en su casa para estar a salvo, pero pronto es nombrado como Rey del Mardi Gras de Springfield, en donde debería estar a bordo de un carro alegórico todo el día. Bob descubre que Homer había ganado porque alguien había llenado la urna de votos con boletas con el nombre de Homer, todas con la misma caligrafía, éste decide formar parte del desfile de todas formas. En el desfile, Bob descubre que el carro de Homer había tenido un problema durante la reparación del mecánico (los frenos estaban cortados), y realiza una conexión entre los momentos en que Homer había podido ser asesinado: la llave francesa usada para encerrar a Homer en el sauna, el camión, las manchas de grasa de la invitación al spa, y el conductor del camión (Junior). Así, descubre que el mecánico era el asesino, y salva a Homer de chocar con su carro sin control. Homer y Bob terminan persiguiendo al asesino sobre zancos, y la policía lo apresa. Luego, el mecánico revela que su nombre es Frank Grimes Jr., y culpa a Homer por la muerte de su padre (luego se muestra un flashback del momento en donde su padre muere). La policía atrapa a Frank Jr. y luego, "tranquiliza" a Bob con un dardo. 
Esa noche, luego de que Homer ponga a Bart en la cama, Bob, quien estaba agarrado de la puerta, muestra que tiene el control remoto en su mano y lo tira por la ventana, inmediatamente se acerca a Bart y trata de matarlo una vez más. Sin embargo cuando tenía su oportunidad perfecta, dice que no puede porque según el ya se había acostumbrado a verlo y empieza a cantar. Después de eso, se va por la ventana, la que Bart se apresura a cerrar. En ese momento, mientras se despide diciendo que se volverán a ver, Bob comienza a sufrir choques eléctricos, los cuales estaban siendo dados por dos pájaros, quienes jugaban con el control remoto, que había caído en su nido.